# Alfred Sturtevant
Alfred Henry Sturtevant (* 21 de noviembre de 1891 – 5 de abril de 1970) fue un genetista estadounidense. 
Nació el 21 de noviembre de 1891, Jacksonville, Illinois, EE. UU. – y murió el 5 de abril de 1970, Pasadena, California. Recibió su Ph.D. de la Universidad de Columbia y fue profesor principalmente en el Instituto de Tecnología de California (1928-70). 
En 1911 desarrolló una técnica para trazar la localización de los genes específicos de los cromosomas en la mosca Drosophila. Sturtevant construyó el primer mapa genético de un cromosoma en 1913. Durante su carrera trabajó con el organismo modelo Drosophila melanogaster con Thomas Hunt Morgan.
Comprobó más adelante que el intercambio de genes entre los cromosomas podría ser prevenido en la mosca Drosophila. 
Fue uno de los primeros en advertir los peligros del polvillo radiactivo como consecuencia de la prueba de la bomba nuclear.
Se poseen cinco registros IPNI de identificaciones y nombramientos en la familia botánica Onagraceae.

## Publicaciones clave
- The linear arrangement of six sex-linked factors in Drosophila, as shown by their mode of association. Journal of Experimental Zoology, 14: 43-59, 1913
- A History of Genetics. Cold Spring Harbor Laboratory Press. Online Electronic Edition

- La abreviatura «A.H.Sturtev.» se emplea para indicar a Alfred Sturtevant como autoridad en la descripción y clasificación científica de los vegetales.[1]